# الوكالة الصومالية لإدارة الكوارث
الوكالة الصومالية لإدارة الكوارث ( SoDMA). Hay'adda Gargaarka iyo Maareynta Musiibooyinka: هي الوكالة الوطنية لإدارة الطوارئ في جمهورية الصومال الفيدرالية .

## ملخص
تأسست المنظمة في عام 2011 من قبل رئيس وزراء الحكومة الفيدرالية الانتقالية خلال المجاعة الصومالية 2010-2011 . تم إقرار التشريع الذي يخول وكالة إدارة الكوارث الصومالية في عام 2016 تحت إشراف الوزارة الفيدرالية للشؤون الإنسانية وإدارة الكوارث.
وفي عام 2022، تم إلغاء الوزارة الفيدرالية للشؤون الإنسانية وإدارة الكوارث وتولت وكالة إدارة الكوارث الصومالية الأدوار والمسؤوليات القانونية للوزارة السابقة.